# Azorella macquariensis
Espèce
Azorella macquariensis, l’azorelle de Macquarie (en anglais Macquarie azorella, Macquarie Cushions), est une espèce de plantes à fleurs dicotylédones de la famille des Apiaceae, endémique de l'île Macquarie,  île australienne subantarctique rattachée administrativement à la Tasmanie. Ce sont des plantes herbacées poussant en coussins qui peuvent dépasser un mètre de diamètre.
L'espèce est classée comme « en danger » par la réglementation locale.

## Étymologie
L'épithète spécifique, macquariensis, est un terme de latin botanique signifiant « de Macquarie ».

## Description
Azorella macquariensis est une plante herbacée vivace qui forme des coussins  dont la taille peut varier de quelques centimètres à plusieurs mètres de diamètre. Il en existe deux formes distinctes, velue et non velue.
Le limbe foliaire a un contour réniforme, avec habituellement 3 ou parfois 5 lobes lancéolés glabres ou à poils clairsemés sur la face supérieure. Le pétiole, long de 3 à 4 mm est largement ailé.
Les fleurs bisexuées sont solitaires ou parfois groupées par paires.  Le fruit, jaune-brun, presque sessile ou porté par un pédicelle de 1 mm de long, est caché par les feuilles supérieures.
La floraison a lieu de décembre à février et la fructification de janvier à avril.

## Taxinomie
Azorella macquariensis a été décrite en tant qu'espèce en 1989 par le botaniste australien Anthony Edward Orchard, qui l'a détachée de l'espèce Azorella selago dans laquelle elle était jusqu'alors incluse.
Les caractéristiques morphologiques qui ont conduit à considérer Azorella macquariensis comme une espèce distincte sont les suivantes : les feuilles d’Azorella macquariensis sont plus petites et présentent des lobes moins nombreux et plus divisés, plus aigus et à poils durs, les ailes du pétiole forment une crête tronquée à la base du limbe, tandis que chez Azorella selago, elles forment des oreillettes, les fleurs  sont souvent solitaires et parfois groupées par paires, alors qu'elles sont souvent groupées par trois chez Azorella selago, enfin les fruits sont cachés, plus courts et les sépales caduques.

## Distribution et habitat
Azorella macquariensis est, avec Puccinellia macquariensis (Poaceae), Nematoceras dienemus et Nematoceras sulcatum (Orchidaceae), l'une des quatre espèces de plantes endémiques de l'île Macquarie. C'est l'espèce dominante et l'élément clé d'une association végétale, le feldmark,  qui couvre 45 % de la superficie de l'île, principalement dans les hautes terres du plateau, entre 200 et 400 mètres d'altitude, et qui comprend des plantes à fleurs naines, des mousses, des lichens, des hépatiques, entrecoupées de plaques de sol nu. Des coussins de l'azorelle de Macquarie se rencontrent aussi ponctuellement sur des rochers isolés à des altitudes plus basses,.

## Menaces
Cette espèce est menacée principalement par un phénomène de dépérissement découvert en décembre 2008 dans  l'île Macquarie. La cause de ce dépérissement est inconnue et fait actuellement l'objet de recherches par des phytopathologistes. Les coussins présentent des symptômes de dépérissement dans toute l'étendue de l'aire de répartition de l'espèce,  le nord de l'île Macquarie étant la zone le plus gravement affectée par cette pathologie,.
Les rongeurs, notamment les lapins (introduits dans l'île par des baleiniers vers 1880), sont également une menace pour Azorella macquariensis. Avec leurs dents et leurs griffes, les lapins causent des dommages physiques aux coussins d'Azorella macquariensis, cependant ces dégâts n’ont pas eu d’effets néfastes majeurs sur l’espèce. Les lapins, rats et souris font l'objet d'un programme d'éradication de  vertébrés nuisibles dans l'île Macquarie. Il est possible par ailleurs que les rongeurs soient des vecteurs de diffusion du dépérissement,.
D'autre menaces potentielles sont le changement climatique et l'introduction d'espèces exotiques. L’île Macquarie a subi au cours des 50 dernières années un réchauffement important, de plus de 0,5 °C. Ce réchauffement peut augmenter le risque d'établissement d'espèces exotiques dans l'île ou modifier les interactions entre espèces.
L'introduction de nouvelles espèces (plantes, vertébrés, invertébrés ou pathogènes) pourrait affecter gravement les coussins d’Azorella macquariensis soit directement sous l'effet de la concurrence entre espèces, ou par dégradation de l'habitat,.

### Azorella macquariensis
- (en) BioLib : Azorella macquariensis  Orchard (consulté le 16 avril 2019)
- (en) NCBI : Azorella macquariensis  Orchard, 1989 (taxons inclus) (consulté le 16 avril 2019)
- (en) POWO : Azorella macquariensis  Orchard, 1989  (consulté le 5 janvier 2022)
- (en) The Plant List : Azorella macquariensis Orchard  (source : KewGarden WCSP) (consulté le 16 avril 2019)
- (en) Tropicos : Azorella macquariensis Orchard  (+ liste sous-taxons) (consulté le 16 avril 2019)

### Azorella selago
- (en) Catalogue of Life : Azorella selago Hook. fil. (consulté le 25 décembre 2020)